# Budapest–Esztergom-vasútvonal
A Budapest–Esztergom-vasútvonal a MÁV 2-es számú, Rákosrendező elágazás és Újpest, Aquincum és Pilisvörösvár, valamint Őrhegy A és B elágazás között kétvágányú, a többi szakaszon egyvágányú, villamosított budapesti elővárosi vonal. A Budai-hegység, a Pilis és a Gerecse között, a Solymári-völgyben és a Dorogi-medencében kanyargó vasútvonalon – a legmagasabban fekvő szakaszon – található Magyarország leghosszabb vasúti alagútja, a Kopár-hágói vasúti alagút.
A 2001-es népszámlálás szerint a főváros egyik legjelentősebb hivatásforgalommal rendelkező agglomerációs települései a vonal mentén találhatóak. A kibocsátott munkavállalók száma és aránya szerint csökkenő sorrendben Solymár, Pilisvörösvár, Piliscsaba, Esztergom és Dorog voltak.
A vasútvonal több olyan települést is átszel, amely érintett az észak-budai térségben illetve a pilisi medencékben (Pilisvörösvári-árok, Dorogi-medence) kibontakozó szuburbanizációs fejlődésben. E településeken az 1990-es évek közepe óta a népesség gyors iramban gyarapodik, ezért szükség van a vasútvonal modern, elővárosi vasúttá történő kiépítésére. A vonal felújítása és átépítése 2012. május és 2015. augusztus között zajlott. 2018 áprilisában a korszerű villamos motorvonatok forgalomba állításával fejeződött be.

## Története
A Kenyérmező–Budapest vasútvonal megépítése 1893-ban kezdődött, megnyitása 1895-ben történt, eredetileg HÉV-ként (Budapest-Esztergom-Füzitői helyi érdekű Vasút Rt.). Megépülésének elsődleges célja a budapesti gyárak és a lakosság dorogi szénnel való ellátása volt. (...előjog biztosíttatik egyúttal minden oly vasútvonalra, mely az Esztergom-vidéki kőszéntelepeket, akár önállóan, akár már létező vonalakhoz való csatlakozással Budapest irányába összeköttetésbe hozná., részlet az Országgyűlés 1893. XL. sz. törvényéből). Kenyérmező és az esztergomi végállomás közötti 4 kilométeres szakasz már 1891-ben elkészült az Esztergom–Almásfüzitő-vasútvonal részeként. A 780 méter hosszú Kopár-hágói vasúti alagút a vonallal azonos időben készült el. A Mária Valéria híd pedig már úgy épült meg, hogy később a vasútvonal keresztül vezethető legyen rajta Párkány-Nána vasútállomásig. Ez a terv azonban sosem valósult meg.

### A MÁV tulajdonában
Az esztergomi HÉV 1931-ben, a nagy gazdasági világválság idején került a MÁV tulajdonába. Megnyitása nagyban hozzájárult a környék fejlődéséhez (az azóta eltelt időszak alatt a vonal mentén fekvő települések össznépessége – Budapest nélkül – 28 000 főről 82 000 fő fölé emelkedett), ebben az időszakban kezdtek kiépülni a piliscsabai üdülőtelepek és a dorogi munkástelepek a vonal mentén, megindult a szuburbanizáció és az iparosodás. A vasút megépülte előtt ezer lelkes Dorog népessége a második világháború előtt meghaladta a 8000 főt. Az 1940-es évek elején már naponta 6-800 ember ingázott a budapesti munkahelyére (főleg az Óbudai Gázgyárba, az újpesti textilgyárba és bőrgyárba, az Egyesült Izzóba, a Váci úti csavargyárba és a Láng Gépgyárba, az Óbudai Hajógyárba és a kőbányai MÁVAG-ba). A háborús konjunktúra miatt megnőtt a kereslet a dorogi szén iránt, így a teherforgalom is nagy mértékben növekedett. 1944. december 24-én este szovjet csapatok felrobbantották az Esztergom és Budapest között közlekedő vonatot.

### A második világháború után
A második világháború végén felrobbantott újpesti vasúti híd újjáépítéséig, 1955-ig a vonatok Aquincumtól a Szentendrei (ma H5-ös) HÉV-vel közös pályán közlekedtek. A személyvonatok Buda-Császárfürdőig, a tehervonatok pedig előbb a jobb parti körvasúton át a Déli pályaudvarra, majd 1950-től a frissen átadott Árpád hídon át (Filatorigát teherpályaudvar – Szentendrei út – Árpád híd – Vizafogó – Angyalföld vasútállomás útvonalon) közlekedtek Pestre. Az 1956-os forradalom alatt népfelkelők felrobbantották a pályát Dorog és Leányvár között. A nagy teherforgalom miatt leromlott állapotú pályát az 1960-as években modernizálták.
1996-ban emléktáblát avattak az esztergomi vasútállomáson és a Nyugati pályaudvaron a vonal megnyitásának századik évfordulóján. Az eredetileg az Óbudai Gázgyár számára létesült Aquincum megállóhelyet – az átszállás megkönnyítése céljából – 2001-ben közelebb helyezték a Szentendrei úthoz, az Aquincumi Múzeum romkertje mellé. (2015-től pedig az út nyugati oldalára, a Szentendrei HÉV azonos nevű megállójához.) A MÁV 23 korszerű Siemens Desiro motorvonatot állított forgalomba 2003-ban és 2005-ben, valamint a görög vasutaktól átvett 8 motorvonatot 2010-ben, így jelenleg 31 ilyen típusú járművel rendelkezik. Az 53 km-es Esztergom–Budapest-távolságot a vonat másfél óra alatt tette meg általában, mivel az elavult pályán csak 60 km/h sebességgel lehetett közlekedni. Mivel a vonal egyvágányos volt, emiatt a vonatok keresztnél gyakran várakozni kényszerültek, de mindez a 2012-2015 közötti felújítással megszűnt. 2006 decemberében bevezették az ütemes menetrendet Esztergom és a Nyugati pályaudvar között.

### Fejlesztése
2008-2009 között átépítették az Újpesti vasúti hidat, amely során az egész acélszerkezetet lecserélték, valamint a hídpilléreket megerősítették. A munkálatok befejezése óta 80 km/h-val haladhatnak a vonatok az addigi 30 km/h-s lassújel helyett. A személyvonatok 2008 nyarán és az azt követő hétvégéken a második világháború utáni állapotnak megfelelően a Szentendrei HÉV vonalán Margit híd állomásig közlekedtek.
A vonalon 3 év 2 hónapig, 2012. június 16-tól 2015. augusztus 19-ig felújítási munkák zajlottak, Pilisvörösvár és Esztergom között, 2013. áprilisától pedig Budapest-Árpád híd autóbusz-állomás és Esztergom (2013 decemberétől Piliscsaba) között vonatpótló autóbuszok közlekedtek.
Budapest-Nyugati pályaudvart, Újpest megállóhelyet, Rákosrendező, Angyalföld állomásokat és Vasútmúzeum megállóhelyet az autóbuszok nem érintették.
2013. december 12-én átadták az Esztergom-Pilisvörösvár között megújult egyvágányú, 32,7 km-es vasútvonalat, amely magába foglalja a 2 kilométeres Őrhegy forgalmi kitérőt a Terranova gyárnál. Piliscsaba és Esztergom között a sebesség a korábbi 60 kilométerről 70–100 kilométerre nőtt, ezzel a teljes szakaszon majdan 20 perccel csökken a menetidő. A vasúti forgalom 2013. április 2-ától december 14-ig szünetelt, majd 2013. december 15-étől indult meg. Az átadott szakaszon 11 helyszínen összesen 1170 P+R és 422 B+R parkoló épül. Dorog állomás mellett az átszállást megkönnyítendő buszfordulót alakítottak ki.
Új megállóhely létesült Magdolnavölgynél. Új közúti aluljáró épült a Terranova gyár térségében és a 10-es főút forgalmának átvezetésére a pilisvörösvári állomás végében. Átépítették és biztonságosabbá tették Pilisvörösváron a Kálvária és az Őrhegy utcáknál található két felüljárót, a Piliscsabai úton és a Tó utcában lévő közúti aluljárókat is. Új gyalogos aluljáró vagy átjáró épült Szabadságligeten, Piliscsabán, Pilisjászfalun és Piliscséven. A Pilisvörösvár és Piliscsaba közötti vonalszakasz kivitelezője a Szemafor Konzorcium (A-Híd Építő Zrt., Vasútépítők Kft., H.F. Wiebe GmbH & Co. KG.), nettó 10,4 milliárd forint értékben. A Piliscsaba és Esztergom közötti vonalszakasz kivitelezője az Inflexió Konzorcium (Vasútépítők Kft., H.F. Wiebe GmbH & Co. KG, A-Híd Építő Zrt.) volt nettó 8,7 milliárd forint értékben.
2015. augusztus 11-én megindult a 10 napos utasok nélküli üzem, amelyet 2015. augusztus 20-án a teljes üzem indulása követett.
A 44,5 milliárd forintos projekt befejezése 2015. augusztus 20-a, azaz az eredeti határidőhöz mérten másfél év késéssel adták át a teljesen felújított vonalat.
A villamosítás, valamint a rekonstrukcióhoz csatolt egyéb feladatok elvégzéséhez 2016. június 30-án kezdhettek neki a kivitelezők, a szerződés értéke 33,6 milliárd forint volt. A beruházás keretében elkészült az Angyalföld – Újpest közötti új, 2. vágány, illetve a teljes szakaszon kiépítették a kiegészítő biztosítóberendezéseket. 2018 áprilisában üzembe helyezték az új D55 típusú biztosítóberendezéseket Leányvár, Esztergom-Kertváros és Esztergom állomásokon, így  április 9-től már csak villamos vontatású FLIRT vonatok közlekednek,  amely miatt a korábbi 1 óra 28 perces menetidő 1 óra 9 percre csökkent. A korábbi dízel motorvonatok és dízelmozdonyok ezzel eltűntek a vasútvonalról. Május 20-án pedig a vonatok jobb menetdinamikáját kihasználó zónázó menetrendet is bevezették. Az új   Z72 -es zónázó vonatok piliscsabai, majd később pilisvörösvári zónahatárral közlekednek. Pilisvörösvárig csak Újpesten, Aquincum megállóhelyen, és Solymáron állnak meg, onnantól Esztergomig pedig mindenhol. Egy későbbi menetrendváltással megszűntek a gyorsított személyvonatok, helyüket a zónázó vonatok vették át, így most fél órás ütemben járnak a  Z72 -es zónázó vonatok. Ezzel a módosítással egyben megszűnt a 2-es vasútvonal utasforgalmi kapcsolata Rákosrendezővel.

## Pálya
| Kezdőpont          | Végpont    | Hossz [km] | Maximális sebesség [km/h] |
| ------------------ | ---------- | ---------- | ------------------------- |
| Nyugati pályaudvar | Angyalföld | 6          | 80                        |
| Angyalföld         | Esztergom  | 47         | 100                       |

## Forgalom

### Utasforgalom
A Budapest–Esztergom-vasútvonalat igénybe vevő utasok számát az alábbi táblázat tartalmazza, nem számítva a jogszabály alapján díjmentesen utazókat (65 év felettiek, 6 év alattiak, határon túli magyarok, díjmentesen utazó diákcsoportok), valamint a fővároson belül Budapest-bérletet használókat.
| Év   | Utasszám    | Változás | Változás a 2011-es, felújítás előtti forgalomhoz képest |
| ---- | ----------- | -------- | ------------------------------------------------------- |
| 2001 | 700 ezer    |          |                                                         |
| 2002 | 800 ezer    | +14%     |                                                         |
| 2003 | 900 ezer    | +12%     |                                                         |
| 2004 | 1,1 millió  | +22%     |                                                         |
| 2005 | 1,3 millió  | +18%     |                                                         |
| 2006 | 1,5 millió  | +15%     |                                                         |
| 2007 | 1,5 millió  | 0%       |                                                         |
| 2008 | 1,6 millió  | +6%      |                                                         |
| 2009 | 1,6 millió  | 0%       |                                                         |
| 2010 | 1,7 millió  | +6%      |                                                         |
| 2011 | 1,8 millió  | +6%      |                                                         |
| 2012 | 1,6 millió  | -12%     | -12%                                                    |
| 2013 | 1,1 millió  | -32%     | -39%                                                    |
| 2014 | 800 ezer    | -28%     | -56%                                                    |
| 2015 | 1,4 millió  | +75%     | -22%                                                    |
| 2016 | 2,9 millió  | +107%    | +61%                                                    |
| 2017 | 3,2 millió  | +10%     | +77%                                                    |
| 2018 | 3,9 millió  | +22%     | +116%                                                   |
| 2019 | 4,9 millió  | +25%     | +172%                                                   |
| 2020 | 3,2 millió  | -65%     | +77%                                                    |
| 2021 | 3,78 millió |          |                                                         |
| 2022 | 5,78 millió |          |                                                         |

### Teherforgalom
A vonalon a teherszállítás csak Esztergom és Esztergom-Kertváros között gyakori, a további szakaszon elenyésző. A tehervonatok nagy részét M44, a Budapest felé közlekedö vonatokat ÖBB 1116 sorozatú mozdony továbbítja.[forrás?]

## Járművek
2022 januárjától emeletes Stadler KISS motorvonat is közlekedik a vonalon.
2018. április 9-étől 12, korszerű, villanyvontatású Stadler FLIRT motorvonatok közlekednek a teljes vonalon. Esztergom és Budapest-Nyugati Pályaudvar között óránként 2 vonatpár, egy gyorsított és egy zónázó közlekedik. Hétköznap napközben Piliscsaba és Angyalföld között óránként egy személyvonatpár közlekedik.
A motorvonatok mindegyike a MÁV-START 2014–2015-ben forgalomba állított 42 kék-sárga Stadler FLIRT motorvonata közül származnak.
2018 előtt hétköznaponként 25, hétvégenként 19 modern Siemens Desiro vonatpár közlekedett rajta, általában óránként Esztergomba, a reggeli és délutáni csúcsidőszakban félóránként Piliscsabán fordulva, melyeken mozgásukban korlátozott személyek utazása és kerékpár szállítása is megoldható volt. A Desirók előtt, 2002-től az orosz államadósság terhére beszerzett MÁV 6341 sorozatú dízel motorkocsik jártak a vonalon, korábban MÁV M41-es mozdony vontatta Bhv vagonos járművek. A villamosítás után a Desirók a Budapest–Kecskemét-vasútvonalra is kerültek, de 2019 áprilisában a Budapest–Pécs-vasútvonal felújított pályaszakaszának üzembe helyezésével ezek a motorvonatok váltották fel a Bzmotokat a Székesfehérvár–Pusztaszabolcs-vasútvonalon is.

## Menetrendi struktúra
A 2019–2020-as menetrendi időszakban átalakult és bővült a menetrendi struktúra: hétköznaponként Esztergom és Budapest-Nyugati pályaudvar között óránként 2 vonatpár, egy gyorsított és egy zónázó, illetve Piliscsaba és Angyalföld között óránként két személyvonatpár közlekedik. Változott a vonatok megállási rendje is, mely struktúrájában alapvetően egy zónázó rendszer, amiben a Piliscsaba és Esztergom közötti, illetve innen Budapestre utazókat a zónázó és gyorsított vonatok, míg Piliscsaba és Budapest közötti utasokat a személyvonatok szolgálják ki, amelyek Piliscsabán túl nem mennek. A közvetlenül nem kiszolgált útvonalakhoz Piliscsabán a személy illette zónázó és gyorsított vonatok közötti átszállási idő jelentősen lerövidült, 8 percre csökkent. 2020-ban az Angyalföld-Piliscsaba járatokat a külső Körvasúton Rákosig hosszabbították S76 néven.
A 2022/23-as menetrend bevezetésével egységesítették a menetrendet, a G72/Z72 páros helyett egységesen Z72 zónázó vonatok közlekednek félóránként. Peremidőszakban és csúcsidőben visszavezetésre került néhány S72 vonat, melyek közvetlen eljutást biztosítanak a Nyugati pályaudvarra.

### Kritikák
A felújítás utáni menetrendi struktúrával szemben két nagyobb kritika is érkezett közlekedési szakemberek és az utasok által: egyrészt a személyvonatok alacsony utasforgalomra hivatkozva, felváltva kihagyták Óbuda állomást vagy Üröm megállóhelyet, illetve a zónázó és gyorsított vonatok ugyanezt tették Piliscsév és Magdolnavölgy megállóhelyeken, ezáltal 4 megállóhelyen is csak óránként egy vonatra lehetett felszállni. A másik kritika a menetrenddel szemben, hogy a személyvonatok csak Angyalföldig közlekedtek, ezáltal a személyvonattal utazók számára a Nyugati pályaudvar csak többletkiadással és metrózással, vagy hosszú angyalföldi átszállással volt elérhető.

## Járatok
A lista a 2022–2023-as menetrend adatait tartalmazza.
| Vonat          | Útvonal                                   |
| személyvonatok | személyvonatok                            |
| -------------- | ----------------------------------------- |
| S72            | Budapest-Nyugati – Piliscsaba – Esztergom |
| Z72            | Budapest-Nyugati – Piliscsaba – Esztergom |
| S74            | Komárom – Almásfüzitő – Süttő – Esztergom |
| S76            | Rákos – Óbuda – Pilisvörösvár             |

2020 októberétől a korábban Piliscsaba és Angyalföld között közlekedő S72-es személyvonatok Angyalföldtől a körvasúton át Rákos vasútállomásig közlekednek S76-os jelzéssel. A körvasúton Újpalota néven új megálló épült a 7-es buszcsalád Molnár Viktor utcai megállójától 350 méterre.

## Galéria

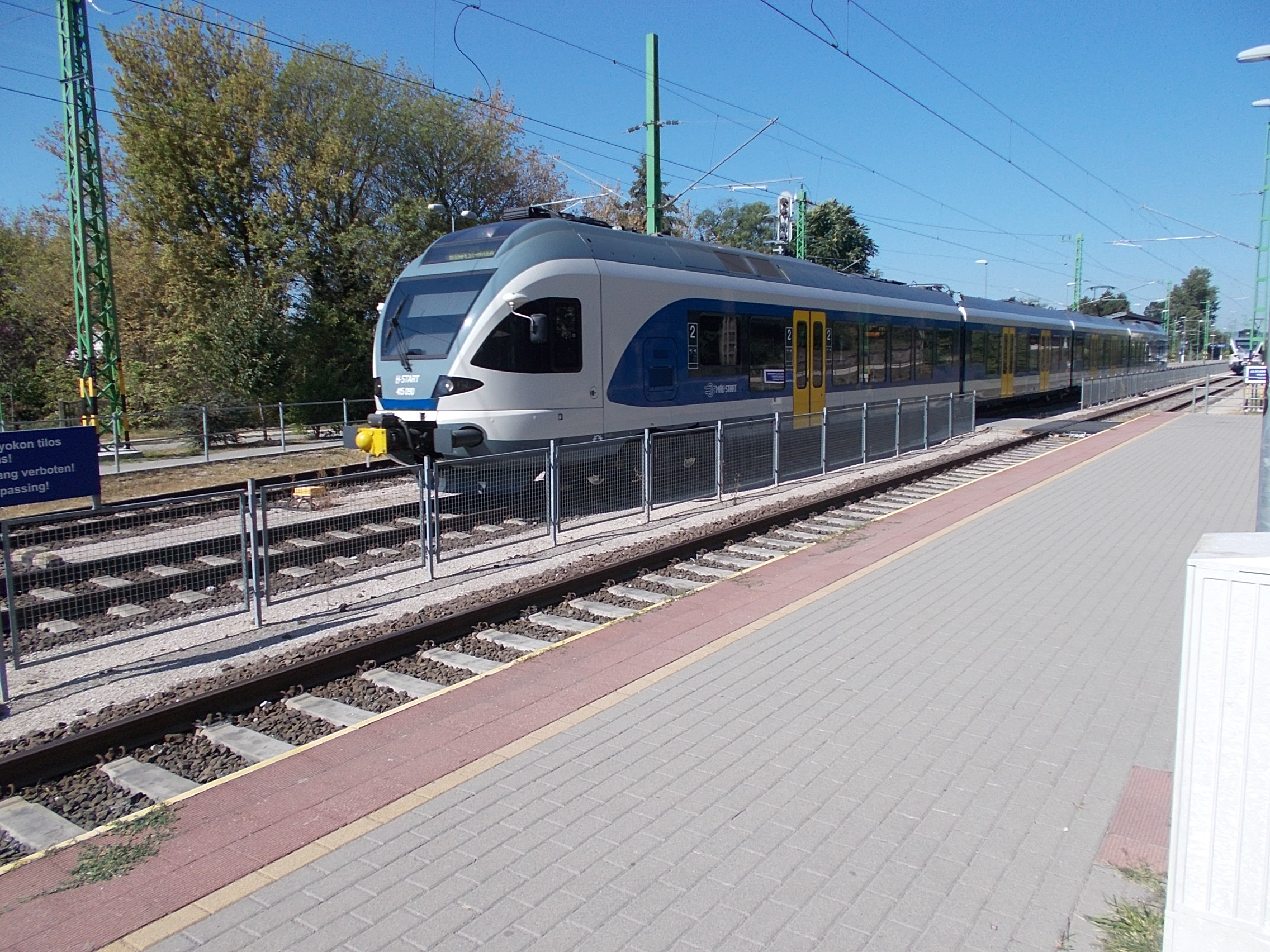
Stadler FLIRT motorvonat Piliscsabán
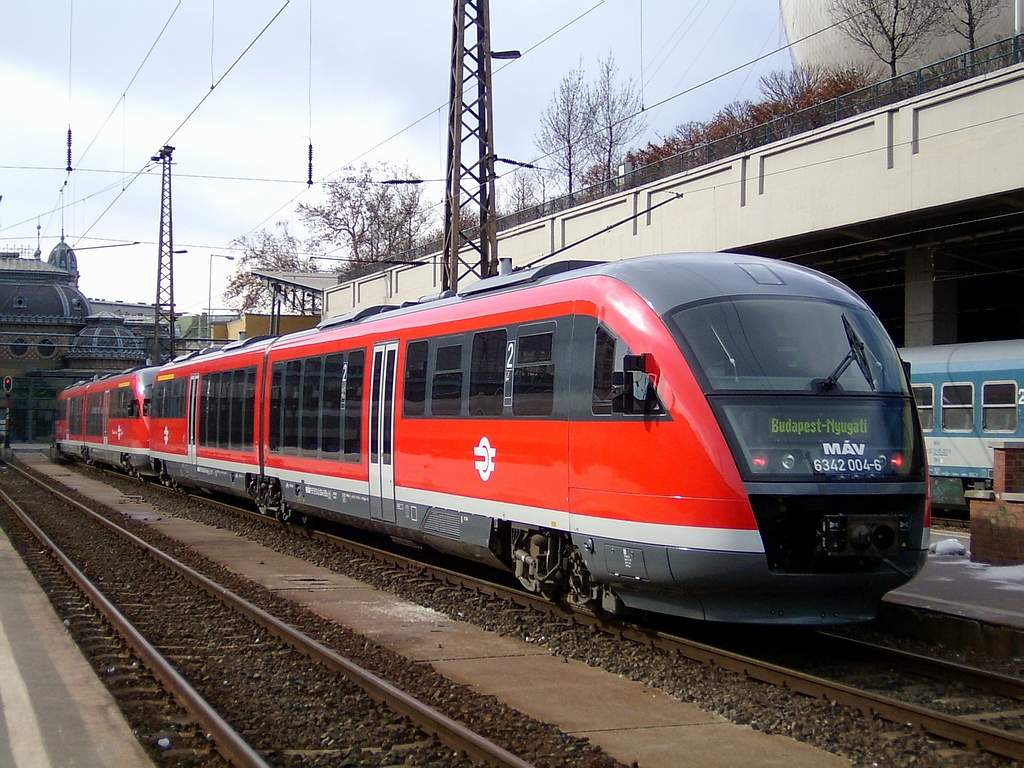
A 2-es vonal kezdőpontja: A Nyugati pályaudvar egy a ma már a vasútvonalon nem közlekedő Siemens Desiro motorvonattal
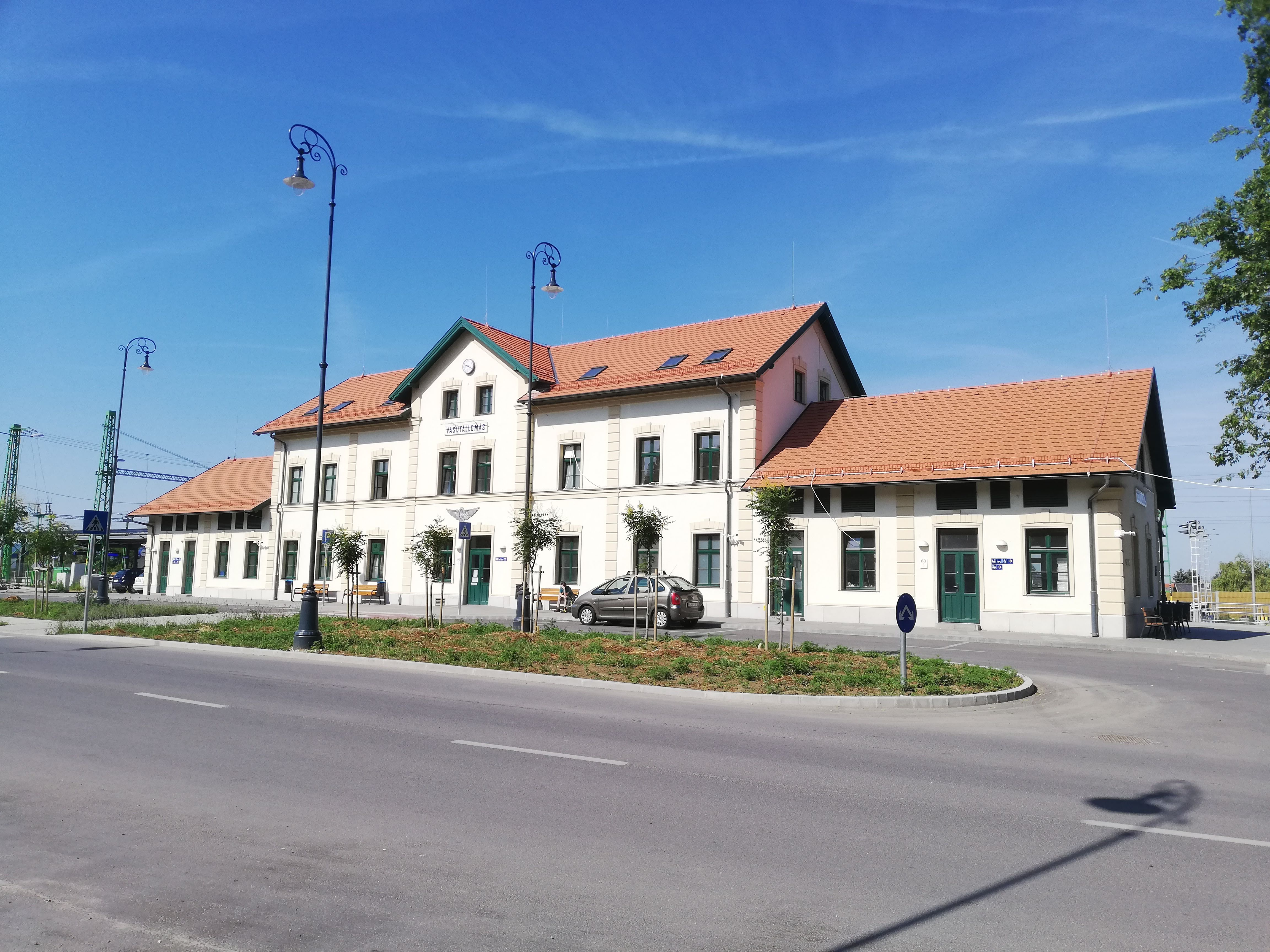
Esztergom – végállomás
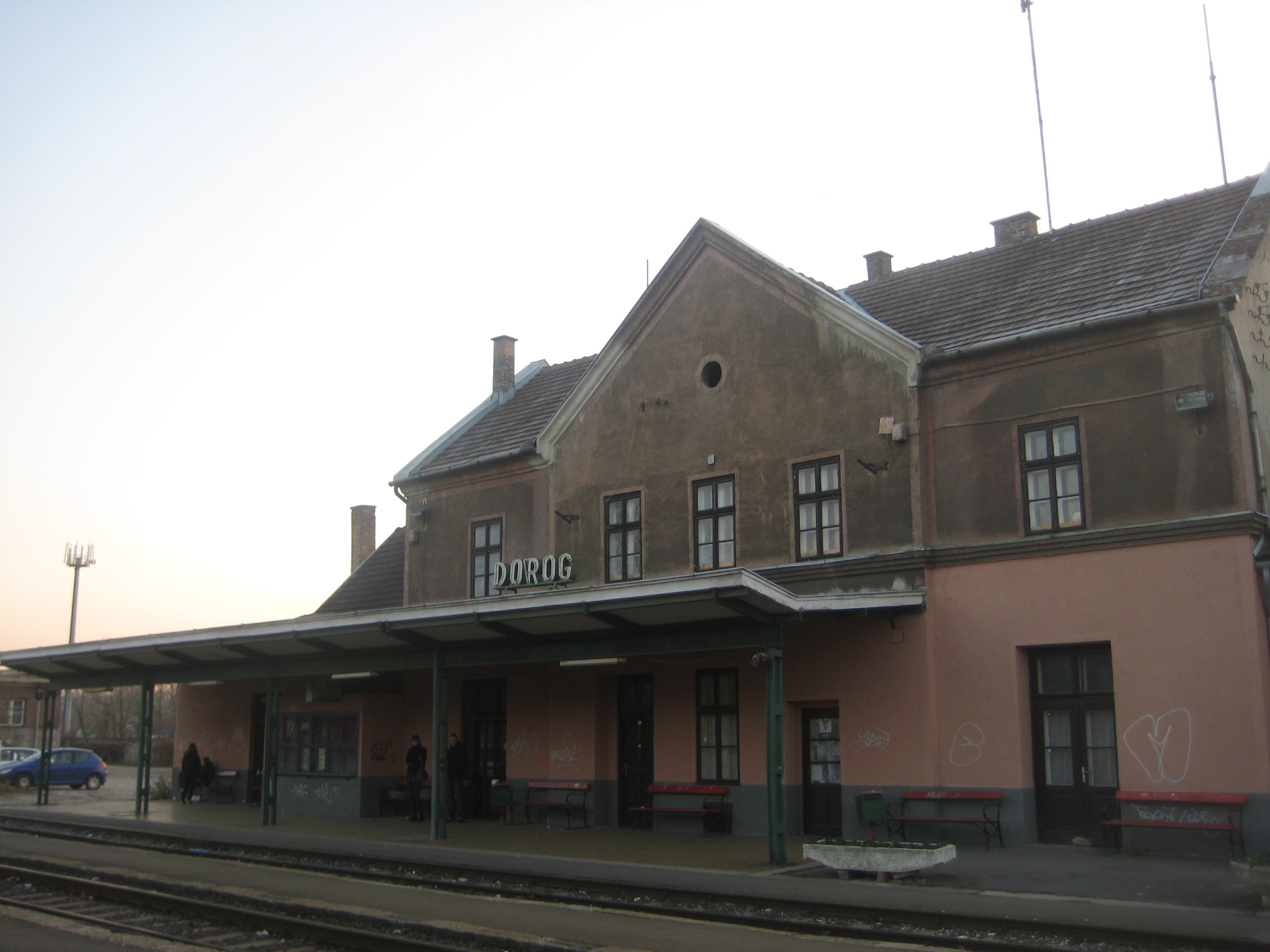
A dorogi állomás
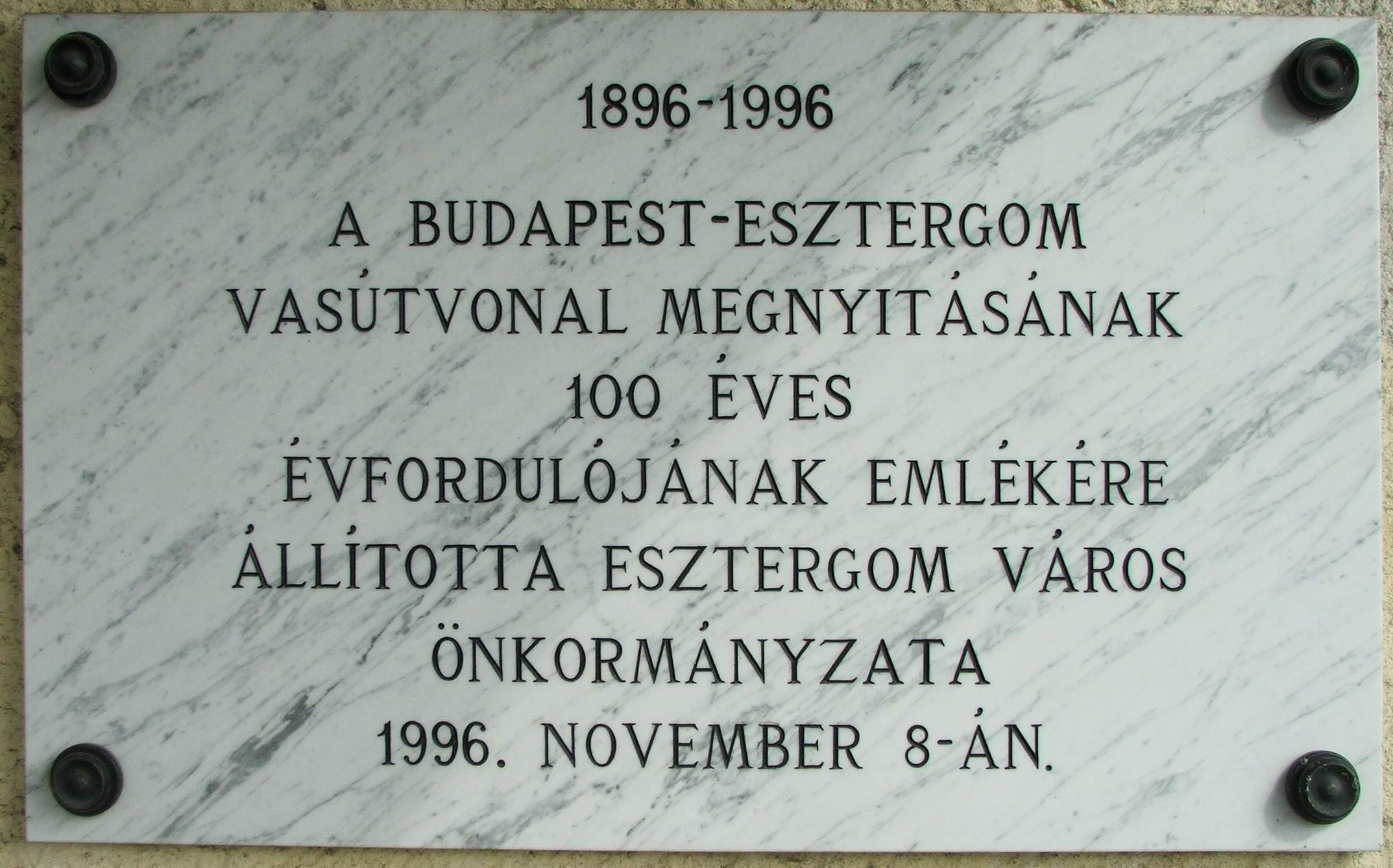
Emléktábla a vonal megnyitásának centenáriumán
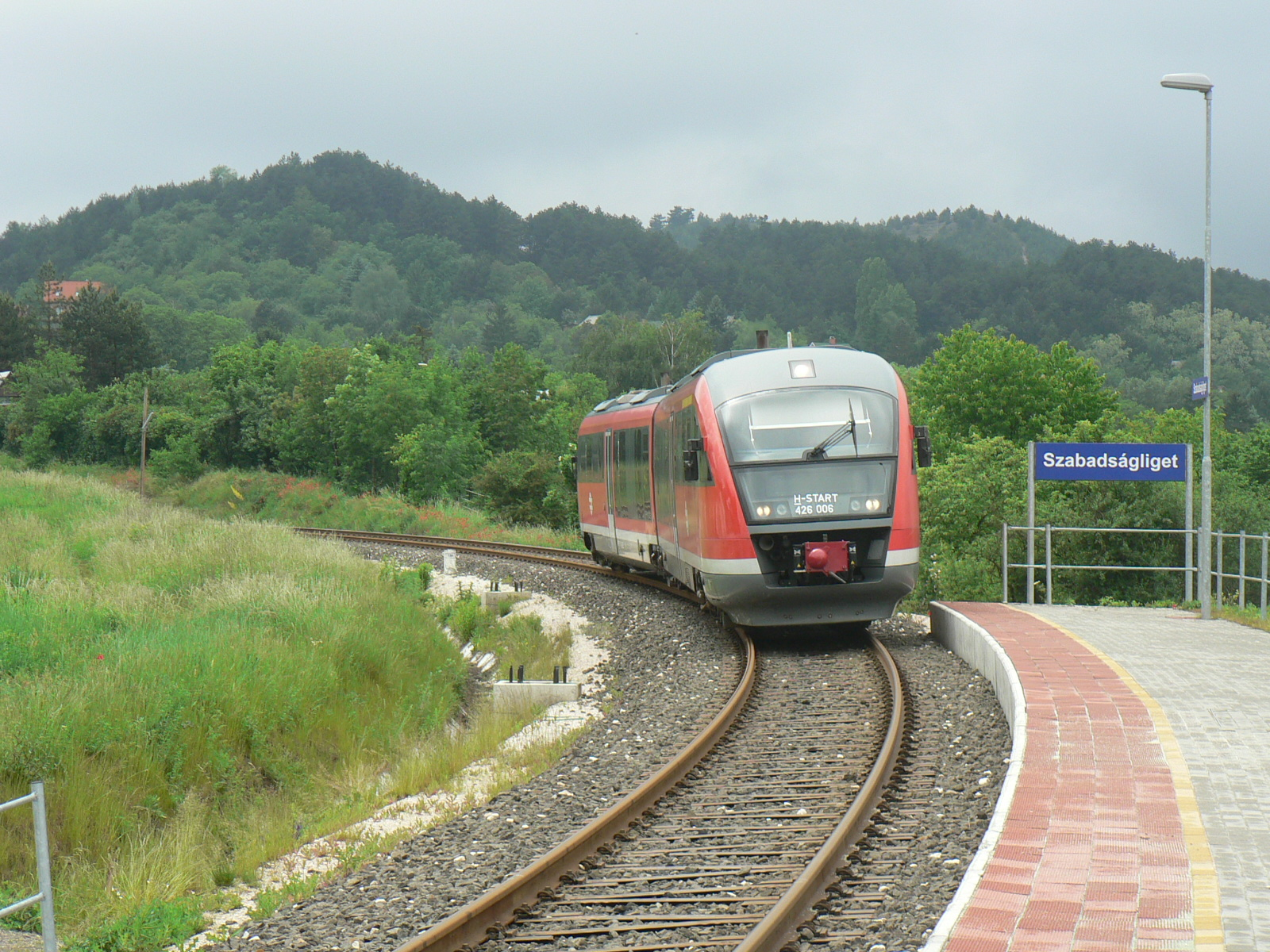
Siemens Desiro Szabadságligeten 2015-ben, a felújítás után, de még a villamosítás előtt
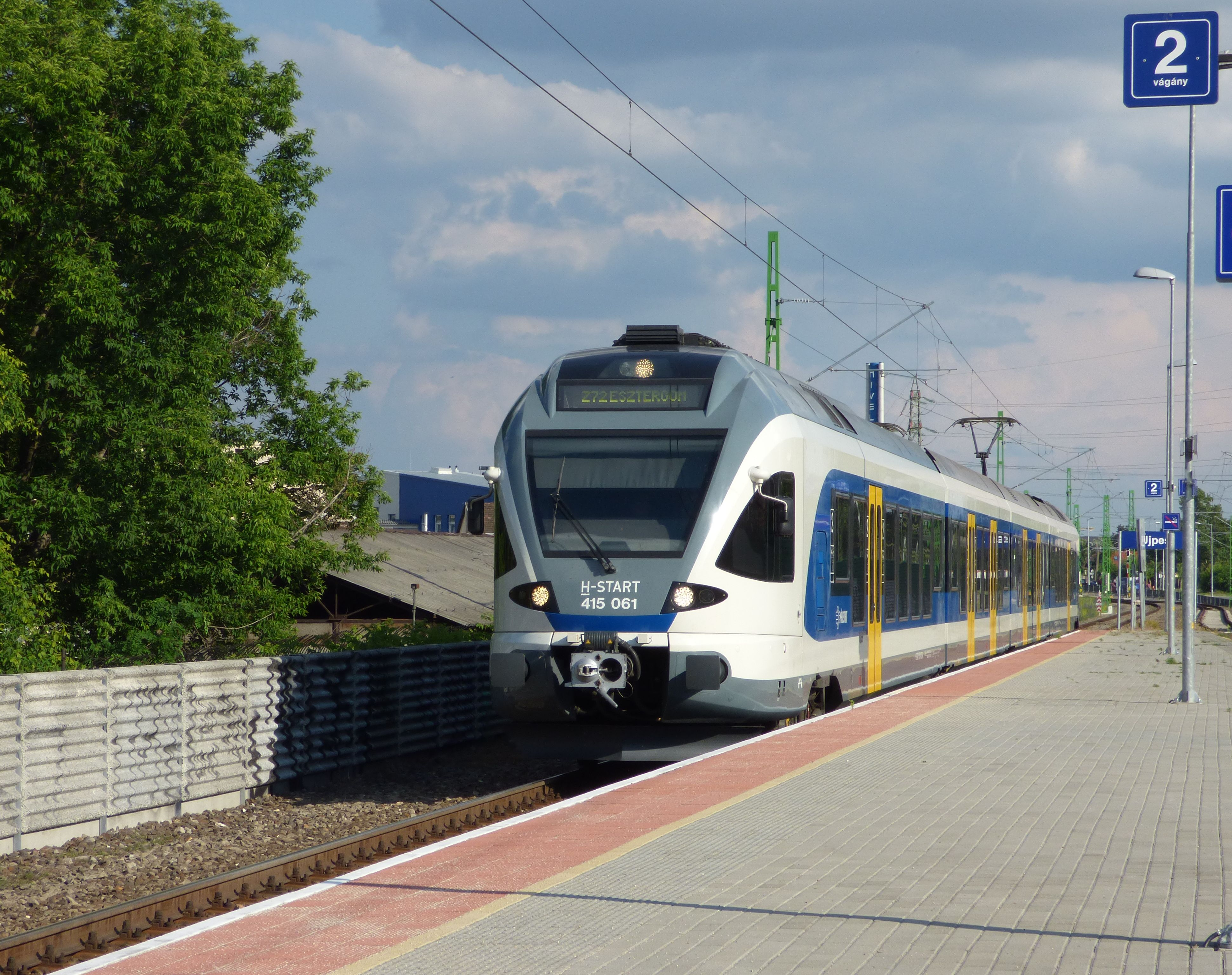
Z72 zónázó vonat Újpesten